# 愛知県立安城農林高等学校

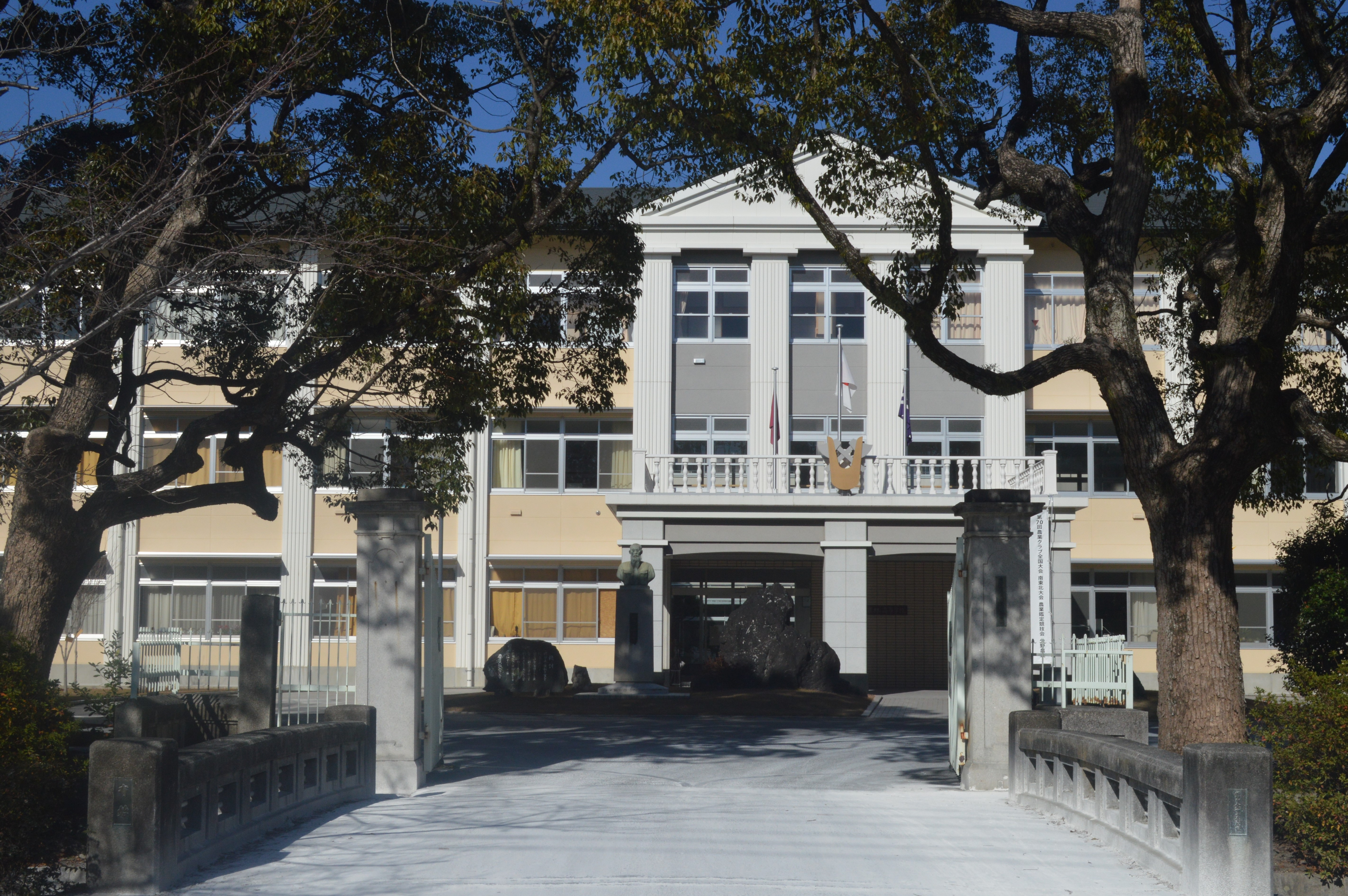
橋と正門

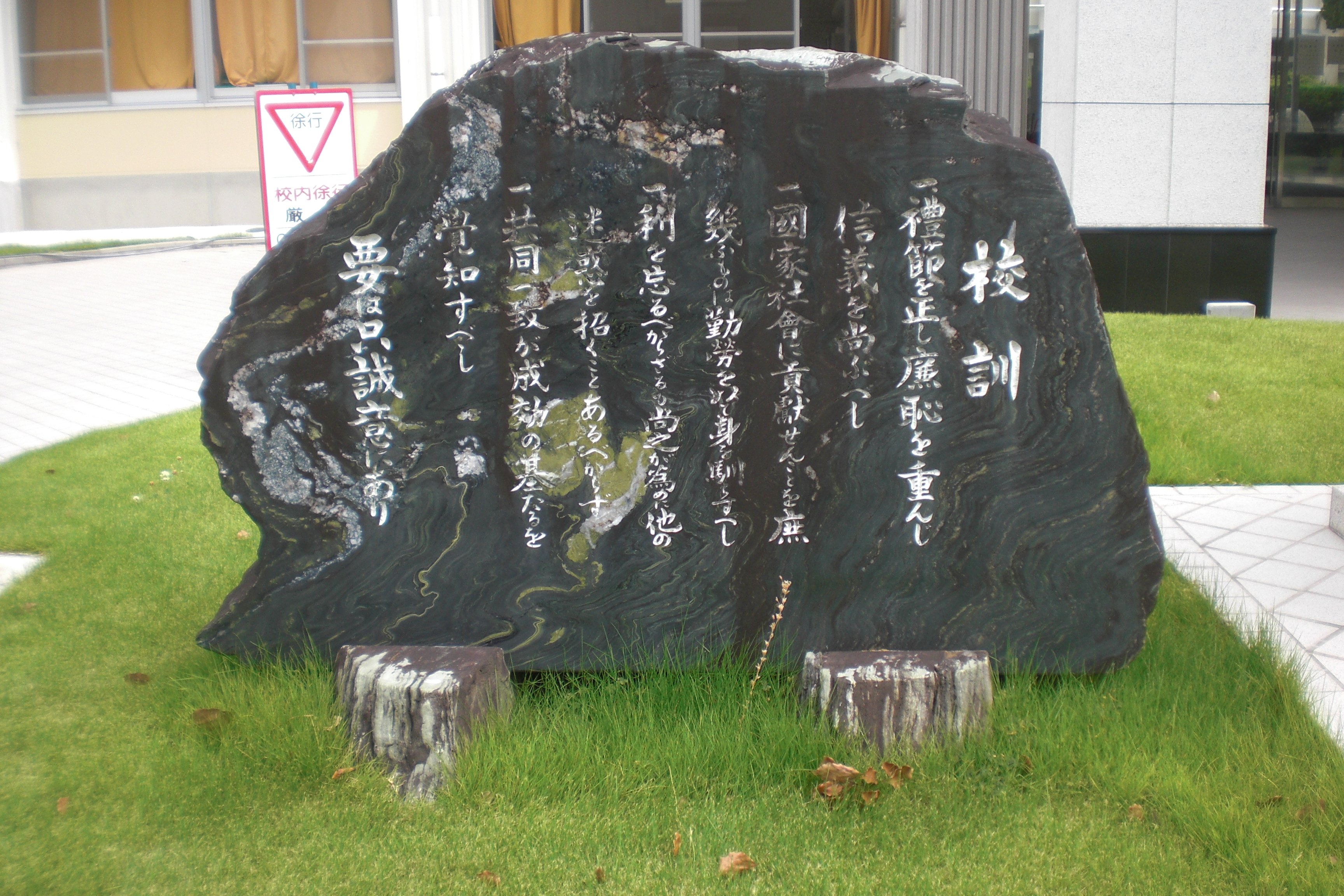
校訓

愛知県立安城農林高等学校（あいちけんりつあんじょうのうりんこうとうがっこう）は、愛知県安城市池浦町にある県立の農業高等学校。略称は農林（のうりん）または安農（あんのう）。

## 概要
安城村長の岡田菊次郎などによって安城村に誘致され、1901年（明治34年）に愛知県立農林学校として創立。創立には当時愛知県会議長だった内藤魯一が尽力したと言われている。初代校長には山崎延吉が着任した。
1922年（大正11年）、愛知県安城農林学校に改称した。戦前は新潟県の加茂農学校、静岡県の中泉農学校と共に三大農学校と呼ばれ、全国から生徒を集めていた。このような教育実績に基づき、第一次世界大戦後の高等教育拡充の動きのなかで安城農林を高等農林学校（現在の大学農学部に相当）に昇格させようとする動きが起こったが、実現しなかった。
1946年（昭和21年）の学制改革により新制高等学校になり、現校名に改称された。1949年（昭和24年）に愛知県立安城高等学校と統合するものの、翌年には再び分離独立した。
安城市長・明治用水土地改良区理事長等をつとめた石原一郎（大正7年卒）や元参議院副議長の森八三一など優秀な人材を多く輩出し、安城市一帯が日本デンマークと呼ばれるほどの農業先進地になった要因の一つである。
校内には5.3ヘクタールの実習地があり、校舎をあわせると14ヘクタールほどになる。校外にも豊田市や新城市に生徒が実習するための演習林と呼ばれる山も所有している。
馬術部はインターハイ出場経験をもつ。

## 校訓
要は只誠意にあり。
1. 礼節を正し廉恥を重んじ信義を尚（たっと）ぶべし。
2. 国家社会に貢献せんことを庶幾（こいねが）ふものは勤労を以て身を馴らすべし。
3. 利を忘るべからざるも尚（なお）之が為めに他の迷惑を招くことあるべからず。
4. 共同一致が成効（せいこう）の基（もとい）たるを覚知すべし。

## 沿革
- 1901年（明治34年） - 愛知県立農林学校開校（農科、林科各1学級）。
- 1903年（明治36年） - 高さ3.18メートルの石造の主門柱2本の正門が完成[3]。
- 1922年（大正11年） - 愛知県安城農林学校に改称。
- 1937年（昭和12年） - 通常課程・農業課程畜産科1学級設置。
- 1945年（昭和20年） - 校舎本館並びに講堂全焼。
- 1946年（昭和21年） - 通常課程・農業課程農芸化学科1学級設置。
- 1948年（昭和23年） - 学制改革により愛知県立安城農林高等学校に改称。
- 1949年（昭和24年） - 愛知県立安城高等学校と統合。
- 1950年（昭和25年） - 分離独立。通常課程・農業課程農業科、林業科、畜産科及び農芸化学科各1学級、定時制課程・農業課程農業科2学級設置。
- 1959年（昭和34年）
  - 通常課程・農業科園芸科1学級設置。
  - 伊勢湾台風により本館大破。
- 1961年（昭和36年） - 本館が完成[1]。
- 1962年（昭和37年） - 全日制課程園芸科2学級設置、農芸化学科募集停止。
- 1967年（昭和42年） - 全日制課程食品科学科1学級設置。
- 1970年（昭和45年） - 全日制課程生活科学科1学級設置、定時制課程募集停止。
- 1996年（平成8年） - 生活科学科募集停止、畜産科募集停止、動物科学科新設。林業科募集停止、森林環境科新設。
- 2015年（平成27年）
  - 3月 - 本館が完成[1]。
  - 7月18日 - 東京都立園芸高等学校と友好校の協定書を締結[1]。
- 2016年（平成28年） - 生物工学科募集停止。フラワーサイエンス科新設。食品科学科と生物工学科の括り募集停止。
- 2017年（平成29年）6月28日 - 安城農林高校の正門を含む13校の門柱（愛知県立旧制学校の門柱）が登録有形文化財（建造物）に登録される[3]。

## 設置学科
2年次に各コースに分かれる。
3年次には全科に、進学者むけ教養コースが設置される。
農業科
- 生物生産コース
- 流通経済コース

園芸科
- 果樹園芸コース
- 施設園芸コース

フラワーサイエンス科
- 植物バイオコース
- 草花デザインコース

食品科学科
- 食品製造コース
- 食品分析コース

森林環境科
- 環境緑化コース
- 森林利用コース

動物科学科
- 動物生産利用コース
- アニマルケアコース

## 関連人物

### 教職員
- 山崎延吉 - 教育者、校長
- 加藤完治 - 教育者

### 出身者
- 岩槻信治 - 農業技師
- 田中諭一郎 - 農学者
- 大見為次 - 安城市長
- 石原一郎 - 安城市長
- 杉浦彦衛 - 安城市長
- 杉浦正行 - 安城市長
- 長坂貞一 - 豊田市長、挙母市長
- 森八三一 - 参議院議員
- 永田安太郎 - 衆議院議員、弁護士
- 丸山彭 - 長篠村長、郷土史家[4]
- 滝澤卓 - プロボクサー

## アクセス
- JR東海道本線 安城駅より徒歩で約20分。
- 名鉄西尾線 北安城駅より徒歩で約20分。